# Charles Meunier-Surcouf
Charles Meunier dit Charles Meunier-Surcouf (du nom de sa première épouse), né le 12 septembre 1869 à Saint-Brieuc et mort le 4 janvier 1956 à Paris, est un industriel  et homme politique français.

## Biographie
Né à Saint-Brieuc, il est diplômé de l'école polytechnique. Il sera adjoint au maire de Saint-Brieuc en 1908. Élu député ALP en 1913, lors d'une élection partielle, il est réélu en 1914. Il ne se représente pas en 1919, et est battu en 1928, au retour du scrutin d'arrondissement. Il est sénateur des Côtes-du-Nord (1931-1938). Il a épousé en 1922 l'actrice Jeanne Briey.
Il  meurt le 4 janvier 1956 à son domicile dans le 16e arrondissement,  et, est inhumé au cimetière de Saint-Brieuc.